# Retorno (álbum)
Retorno es el cuarto álbum de la banda venezolana de rock progresivo Equilibrio Vital. Fue grabado en Taurus Studio-Caracas / By Cas Studio y Under Ground Studio - Maracay Venezuela.  Siendo editado en 2010 por la discográfica francesa Musea Records.

## Listado de temas
```
01. 
Retorno
 - 05:58
02. 
Avalancha
 - 04:52
03. 
Escape
 - 04:54
04. 
Danzas Ancestrales I
 - 02:16
05. 
El Visitante
 - 02:52
06. 
Punto Luminoso
 - 06:52
07. 
Danzas Ancestrales II
 - 02:39
08. 
El Bosque Encantado
 - 04:48
09. 
Galopando
 - 04:54
10. 
Impressions of India
 - 04:54 
```

Todas las piezas son compuestas por Guillermo Alberto González a excepción de Escape por Endgork Moroldo y  Punto Luminoso por Marcos Chacón.
Impressions of India (Jukka Tolonen - Summer Games 1972) arreglos de Equilibrio Vital para el álbum Tounen Tytär II (Colossus Magazine-Musea Records 2009)
Mezclada por William Nix en Rochester Community and Technical College. Rochester MN.USA.
El Visitante está dedicado a la memoria de Marcos Chacón.

## Créditos

### Intérpretes
- Guillermo Alberto González: Guitarras/Cuatro/Maracas/Flauta/Saxo Soprano/Programación/Voz
- Endgork Moroldo: Teclados
- Arnoldo Serga: Bajo
- César Jaime: Guitarra acústica/Mandolina
- Jorge Luis Ayala: Batería en Retorno, Danzas Ancestrales I y Punto Luminoso
- Laureano Rangel: Batería/Percusión en Impressions of India

#### Otros créditos
- Diseño: Jaime Moroldo/Endgork Moroldo
- Cubierta: Jaime Moroldo

En este álbum se presenta el nuevo logo de la banda